# Atli Dam
Atli Pætursson Dam (født 12. september 1932 - død 7. februar 2005) var en færøsk politiker for Javnaðarflokkurin (Socialdemokratiet). Han var Færøernes lagmand i 16 år, fra 1970 til 1980 var han lagmand uden afbrydelser, hans øvrige lagmandsperioder var fra 1980 til 1984 samt fra 1990 til 1992. Han havde særligt ry for at være en god forhandler. Overtagelsen af den færøske undergrund, regnes blandt nogle af hans største politiske bedrifter. Det skete i 1992 efter forhandlinger med Danmarks daværende statsminister, Poul Schlüter. Færøernes undergrund overgik fra at være et dansk sagsområde til at blive et færøsk særanliggende. Atli Dam var leder af Javnaðarflokkurin fra 1972 til 1993. Han var folketingsmedlem i to perioder, fra 1987 til 1988 og igen fra 1990 til 1994, dog var Jacob Lindenskov hans stedfortræder i Folketinget det meste af tiden, mens Dam var Færøernes lagmand.

## Familie og erhverv
Atli Dam var søn af lærer og lagmand Peter Mohr Dam og Sigrid Ragnhild (født Strøm). Med seminaradjunkt Ása Hátún fik han datteren Helena Dam á Neystabø. Atli Dam var også grandnevø af Johan C.F. Dam og onkel til Rigmor Dam. Han var uddannet maskiningeniør fra 1964 og blev derefter ansat i det danske selskab Haldor Topsøe A/S frem til hans politiske karriere skød fart i 1970. Han var vicedirektør i Færøernes Realkreditinstitut 1981–1985 og igen fra 1989 til sin død.